# Schlacht von Shubrakit
Shubrakit – Pyramiden – Salihiyya – Abukir I – al-Arisch – Jaffa – Akkon – Berg Tabor – Abukir II – Heliopolis – Alexandria I – Kairo – Alexandria II

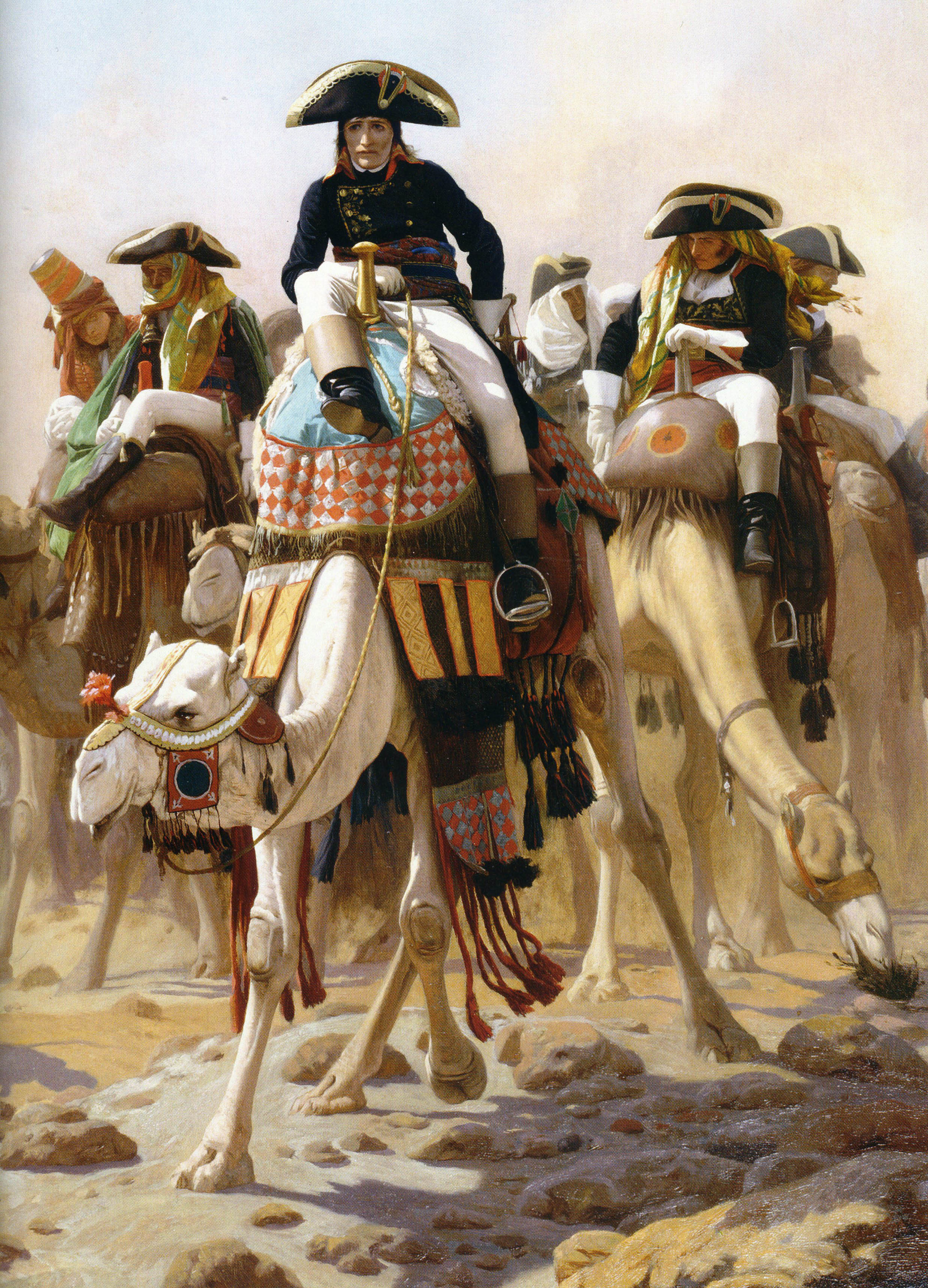
Napoleon Bonaparte in Ägypten

Die Schlacht von Schubrakit (auch Shubra Kit oder Shubra Khit) vom 13. Juli 1798 war die erste kriegerische Auseinandersetzung mit dem Osmanischen Reich während Napoleons Ägyptischer Expedition.

## Vorgeschichte
Nach der Einnahme von Alexandria Anfang Juli 1798 plante Napoleon, dem Nil entlang auf die Hauptstadt Kairo zu marschieren. Hierfür sah er vor, dass sich in El Rahmaniya, welches direkt am Niedrigwasser führenden Nil liegt, mehrere französische Divisionen vereinigen, was vom 9. bis 11. Juli 1798 erfolgte. Napoleon wurde wahrscheinlich durch Spione darüber informiert, dass Murad Bey Truppen in Schubrakit zusammenziehen würde. Durch eine Auseinandersetzung mit den Mamluken am 10. Juli war Napoleon über die undisziplinierte Kampfstrategie unterrichtet und entschied nach Shubrakit auszurücken. Napoleon seinerseits gab einen strengen Befehl zum Disziplinhalten für die Schlacht aus.

## Verlauf

### Landschlacht
Wie berichtet, traf Napoleon bei Schubrakit, südlich von El Rahmaniya, auf eine ungeordnete Truppe von unterschiedlich ausgestatteten Soldaten. Sie bestand größtenteils aus Sklaven und „Bauern“, welche mit Knüppeln bewaffnet waren. Der rechte Flügel des französischen Heeres wurde vom Nil aus gesichert. Die Mitte stand mit dem Rücken zum Fluss und der linke Flügel lag hinter dem Dorf Schubrakit.
In Reichweite der Ortschaft ließ er seine Divisionen (Kommandanten Desaix, Reynier, Bon, Dugua und Vialin)  Karees aufstellen, welche sechs Reihen tief waren, im Zentrum durch Kavallerie unterstützt wurden und an jeder Ecke ein Kanone positioniert hatten. Der Angriff der Mamluken erfolgte unkoordiniert und bestand aus sich wiederholenden Angriffen. 4 Stunden lang ließ Bey Murad die Reiter gegen die Karrees und Kanonen der Franzosen anrennen, bis die großen Verluste ihn zwangen, sich zurückzuziehen.

### Flussschlacht
Die Geschütze und Kanonenboote der Mamluken lagen geschickt platziert in einer Flussschleife des Nils. Im Verlauf der Schlacht zerstörten die in einer Flussbiegung befindlichen Kanonen von Bey Murads Schiffen das Führungsschiff der Franzosen. Daraufhin tauchten 7 Kanonenboote aus Kairo auf und griffen die übrigen französischen Schiffe an. Der französische Kommandant Jean-Baptiste Perée befahl den Schiffen die Anker zu werfen und den Einsatz der Schiffsgeschütze. Der Ausgang des Kampfes auf dem Nil war wohl für eine Weile ungewiss. Perrée selbst war höchst unsicher den Kampf siegreich zu beenden.
Nachdem das Flaggschiff von Halil Kürdüs durch eine Explosion gesunken war und dadurch der Befehlshaber der Nilflotte Kürdüs gestorben war, wendete sich das Blatt. Perrée gelang es, Napoleon durch Boten von seiner bedrohlichen Lage zu informieren. Darauf drängte der Oberbefehlshaber seine linke Flanke an den Nil und voran Richtung Süden auf die Emire und ihre Sklavensoldaten zu. Als Ibrahim Bey vom Nil aus das französische Heer näher rücken sah, ließ er auf seinem Schiff die Anker lichten und zog sich Richtung Kairo zurück. Die ägyptischen Schiffe, welche nicht die Flucht ergriffen, wurden von den Franzosen geentert.

## Folgen
Durch den Sieg konnte Napoleon seinen Weg entlang des Nils Richtung Kairo fortsetzen. Die Schiffe von Ibrahim Bey, welche sich während der Schlacht zurückgezogen hatten, zogen bei Embabe und am rechten Nilufer im Hafen Bulag Stellung. Die Mamluken verloren beim Rückzug einen Großteil ihres schweren Kriegsgerätes.